# 차세대소형위성 1호
차세대소형위성 1호는 대한민국의 카이스트 인공위성연구소가 개발한 소형 위성이다.

## 역사

### 개발
차세대소형위성 1호는 별의 탄생과 우주폭풍에 대한 연구, 인공위성 핵심 부품의 성능 검증을 위해 개발되었다. 위성 개발에 총 324억 원이 투입되었다.
2012년 6월 개발을 시작하여, 2017년 7월 위성체 조립과 성능시험을 마쳤다.
이후 2018년 10월 21일, 발사장인 미국 캘리포니아주의 반덴버그 우주군기지에 도착하였다. 본래 11월 20일 발사 예정이었으나 팰컨 9의 1단 추진체 점검으로 11월 29일로 연기되었고, 이후 또 강풍 문제로 2차 연기되었다.

### 발사
2018년 12월 4일 오전 3시 34분경 미국 반덴버그 공군기지에서, 스페이스X의 팰컨 9에 실려 발사되었다. 이후 80분 뒤 북극에 있는 노르웨이 스발바르(Svalbard) 지상국과의 최초 교신이 이뤄어졌으며, 첫 교신 후 약 100분 뒤 두 번째 교신에도 성공하였다.
발사 후 6시간 31분 뒤인 오전 10시 5분에는 국내 지상국과의 첫 교신으로 위성이 고도 575㎞의 정상궤도 진입에 성공하여 태양전지판이 정상적으로 펼쳐지고, 터리 전압과 내부 온도 등 위성체의 전반적인 상태가 양호한 것이 카이스트 인공위성연구소에 의해 확인되었다.
발사에서는 '2015년 큐브위성 경연대회'에서 선정된 서울대학교와 한국항공대학교의 큐브위성 3기가 함께 발사되었다. 이들 큐브위성의 주요 임무는 관심 지역 탐사, 이중주파수 GPS 수신기 검증, 성층권 이상 고층 대기의 방전현상 관측 등 다양한 연구를 수행하는 것이다.

## 설계와 임무
무게 100 kg에 고도 575 km LEO를 돌며, 임무수명은 2년이다. 또한, 태양전지 배열기 등 일부를 제외하면 부품 국산화율은 95%이다. 위성에는 우주 방사선과 플라스마를 측정하는 우주폭풍 연구용 탑재체가 실려 있다.
차세대소형위성에서 ‘차세대’가 붙은 이유는 기존과 달리 표준화를 통한 양산과 수출이 가능해졌기 때문이다. 위성 내의 탑재체들을 다른 위성에 그대로 꽂으면 바로 작동이 가능토록 한 것이 특징이다.
위성은 약 2년 동안 태양 폭발에 따른 우주방사선과 플라즈마 상태를 측정하고, 우주기상 예보나 우주환경의 지구에의 영향력을 살펴볼 수 있는 여러 관측 자료를 보내는 임무를 갖고 있다. 또한, 근적외선 대역을 관측하는 탑재체가 실려 있어 별 탄생의 역사 및 은하의 생성과 진화를 연구하여 영상자료를 국내 관련 기관에 제공하는 것 또한 주요 임무 중 하나이다.
한국과학기술원(KAIST)와 국내 기업들이 개발한 우주 핵심 부품 7종의 실전 점검도 계획에 있었다. KAIST가 개발한 3차원 적층형 메모리의 경우, 탑재체와 위성 자료 저장장치로 사용될 예정이며, '쎄트렉아이'가 위성 자세 제어를 위해 개발한 고정밀 별 추적기, 'AP위성'이 인공위성 두뇌로 제작한 표준 탑재 컴퓨터도 우주의 극한 환경에서의 테스트를 위해 실렸다.

## 2호

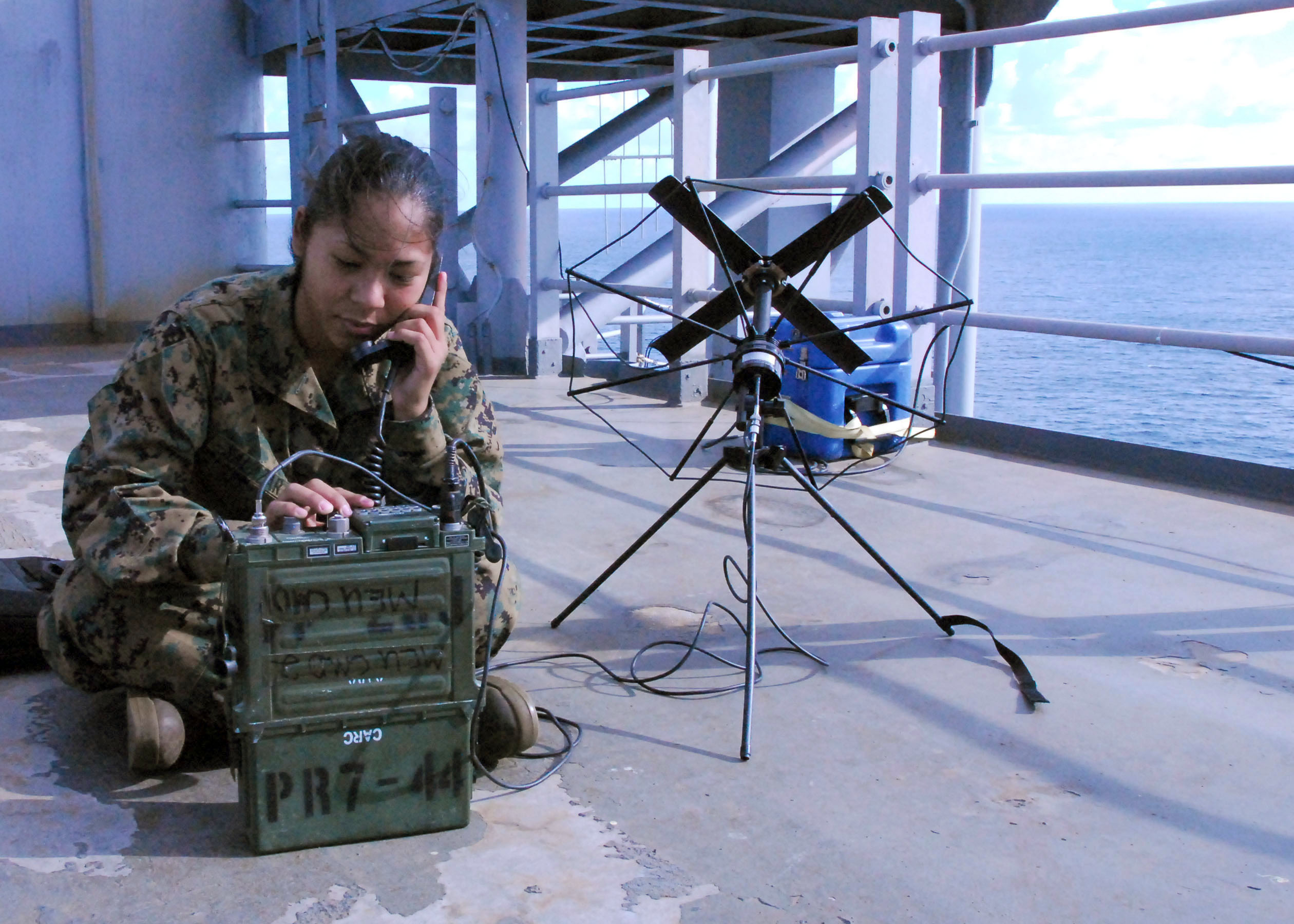
PRC-117 무전기와 SATCOM 안테나

한국은 차세대소형위성을 2기 발사할 계획이다.
차세대소형위성 2호는 무게 150 kg, 고도 500 km, 임무수명 2년이며, 해상도 5 m의 X 밴드 SAR를 탑재한다.
2017년 3월부터 2020년 12월 발사까지 총 297억원의 예산이 투입되어 개발될 것이다.
해상도는 떨어지지만 30대의 소형 위성을 운용하면 한 시간 이내 주기로 원하는 지역을 지속적으로 관찰할 수 있다.
해상도 1 m는 보통 군사용 정찰위성의 해상도로 알려져 있으며, 도로에 있는 횡단보도의 흰색 선까지 식별이 가능하다. 해상도 4 m면 군사 전략적, 전술적 영상정보 획득이 가능하며, 해상도 2.5 m면 개인주택과 차량의 식별이 가능하다.
미국 TacSat-3는 4 m 해상도를 가졌으며, 전술 목표물을 탐지하고 식별할 수 있다. 작전 현장 지휘관의 머리 위로 인공위성이 지나고 10분 안에 현장의 정찰사진을 제공한다. 현장 지휘관은 AN/PRC-117F 무전기로 정찰위성과 직접 교신해 정찰사진을 UHF 주파수로 다운받을 수 있다.
비교되는 동급 인공위성은 다음과 같다.
| 국가     | 위성               | 발사   | 무게  | 해상도        | 가격          | 비고         |
| -------- | ------------------ | ------ | ----- | ------------- | ------------- | ------------ |
| 이스라엘 | TecSAR-1           | 2009년 | 350kg | 1m 해상도 SAR |               |              |
| 미국     | TacSat-3           | 2009년 | 400kg | 4m 해상도 SAR | 약 1,000억 원 |              |
| 이스라엘 | TecSAR-2           | 2014년 | 400kg | 1m 해상도 SAR |               |              |
| 일본     | Micro X-band SAR   | 2019년 | 130kg | 3m 해상도 SAR |               |              |
| 대한민국 | 차세대소형위성 2호 | 2020년 | 150kg | 5m 해상도 SAR | 약 300억 원   | 임무수명 2년 |

2018년 10월, 한국 정부는 한국형발사체를 변형해 500㎏ 이하 소형위성을 쏠 수 있는 저비용 발사체 KSLV-S를 2025년부터 2030년까지 개발할 계획이다.
기존 계획에서는 한국형발사체 개발 이후 대형위성을 발사할 수 있도록 추력을 지속 확대할 계획이었으나 최근 위성의 소형화 추세에 맞춰 먼저 500kg 이하 위성을 얹어 우주로 보낼 수 있는 소형발사체 KSLV-S로 확장(2025~2030년)하고, 이후 3톤급 정지궤도위성 발사가 가능한 대형발사체로 확장(2030~2040년)해 나갈 방침이다.

## 같이 보기
- KSLV-S